# Sto
Die Sto SE & Co. KGaA mit Sitz in Weizen, einem Stadtteil von Stühlingen im Landkreis Waldshut in Baden-Württemberg, ist ein Hersteller von Farben, Putzen, Lacken und Beschichtungssystemen sowie Wärmedämmverbundsystemen. Weitere Schwerpunkte sind Betoninstandsetzung, Bodenbeschichtungen, Akustik- und vorgehängte Fassadensysteme.
Der Unternehmensname ist abgeleitet vom Namen der Gründerfamilie Stotmeister.

## Geschichte

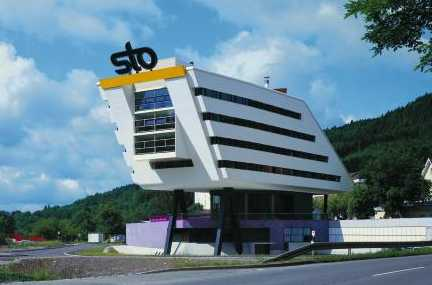
Bürogebäude des Architekten Michael Wilford

Die im südbadischen Weizen beheimatete Sto SE & Co. KGaA geht zurück auf das 1835 von Anton Gäng gegründete Kalkwerk, das rund 100 Jahre später von Wilhelm Stotmeister übernommen wurde. 1954 brachte die damalige Stotmeister GmbH unter Fritz Stotmeister organisch gebundene Putze auf den Markt. Heute vermarktet das Unternehmen im Direktvertrieb an Fachhandwerker und Bauunternehmen mehr als 1000 verschiedene Produkte und Systeme zur Beschichtung (Putze und Farben) von Neu- und Altbauten, zur Fassadendämmung, Akustikoptimierung und Betoninstandsetzung. Sto beschäftigte 2021 weltweit mehr als 5500 Mitarbeiter in 38 Ländern und 50 Tochtergesellschaften.
Das Unternehmen ist heute im Besitz der Gründerfamilie Stotmeister, die 90 Prozent der stimmberechtigten Stammaktien hält und über den Aufsichtsrat Einfluss nimmt. Knapp die Hälfte der Sto-Wertpapiere sind frei gehandelte Vorzugsaktien. Von den weltweit etwa 5600 Beschäftigten der Unternehmensgruppe arbeiten mehr als 2800 in Deutschland. 
Das Unternehmen unterhält eine eigene Forschungs- und Entwicklungsabteilung, die unter anderem bionische Fassadenbeschichtungen (vergl. Lotuseffekt) entwickelt. 2016 stellte sie ein nahezu vollständig recyclingfähiges Fassadendämmsystem vor, das gemeinsam mit der TU Graz entwickelt worden ist. Mit dem Ausbau und der Verlegung der Trockenproduktion 2021 von Deutschland nach Villach wurde der Standort in Österreich konzernintern aufgewertet.
Die Sto SE & Co. KGaA ist u. a. Mitglied im Verband der Chemischen Industrie VCI und im Wirtschaftsverband Industrieller Unternehmen Baden.

## Organisation
Zur Sto-Gruppe gehören u. a. folgende Unternehmen:
- Innolation GmbH (Lauingen): Dämmstoffe[6]
- Sto SE & Co. KGaA: Fassadendämmsysteme, Fassaden- und Innenbeschichtungen, Lasuren, Lacke
- StoCretec GmbH (Kriftel): Betonschutz, Beton-Instandsetzung und Bodenbeschichtungen
- Ströher GmbH, Klinker und Keramik, Fassadenbekleidungen
- Südwest Lacke+Farben GmbH & Co.KG, Lacke, Farben, Holzschutz und Zubehör im zweistufigen Vertrieb über den Farbengroßhandel
- VeroStone GmbH, (Naturstein, Werke in Eichstätt und Kirchheim)
- Verotec GmbH: Hersteller von Vorhang- und Mischfassaden-Systeme, Akustik-Systemen und Deko-Profilen für den Innen- und Außenbereich
- Viacor Polymer GmbH

## Stiftung
Die Sto-Stiftung fördert junge Menschen in ihrer handwerklichen und akademischen Ausbildung. Gefördert werden können Auszubildende im Maler- und im Stuckateurhandwerk, Studenten der Architektur- und Bauwissenschaften, finanzielle Hilfeleistungen während der Meisterausbildung, Promotion und Habilitation sowie Bauprojekte etwa in den Bereichen Denkmalschutz, Ökologie, Energieeffizienz oder Ästhetik.

## Sonstiges
- Das Unternehmen ist Mitglied der ARGE Qualitätsgruppe Wärmedämmsysteme.[8]